# Katedra w Trypolisie
Katedra w Trypolisie (obecnie Meczet Gamala Abdela Nasera) – meczet w Trypolisie, stolicy Libii. Do 1970 roku siedziba rzymskokatolickiego wikariatu apostolskiego Trypolisu. 

## Historia
Budynek wzniesiono w 1928 roku, nosił wtedy wezwanie Najświętszego Serca Pana Jezusa. 21 lipca 1970 katedra została przekazana muzłumanom, w obiekcie zorganizowano meczet. Siedzibę wikariatu przeniesiono do kościoła św. Franciszka. Z kościoła usunięto część ozdób, sąsiadującą z katedrą wieżę przemieniono w minaret.

## Galeria

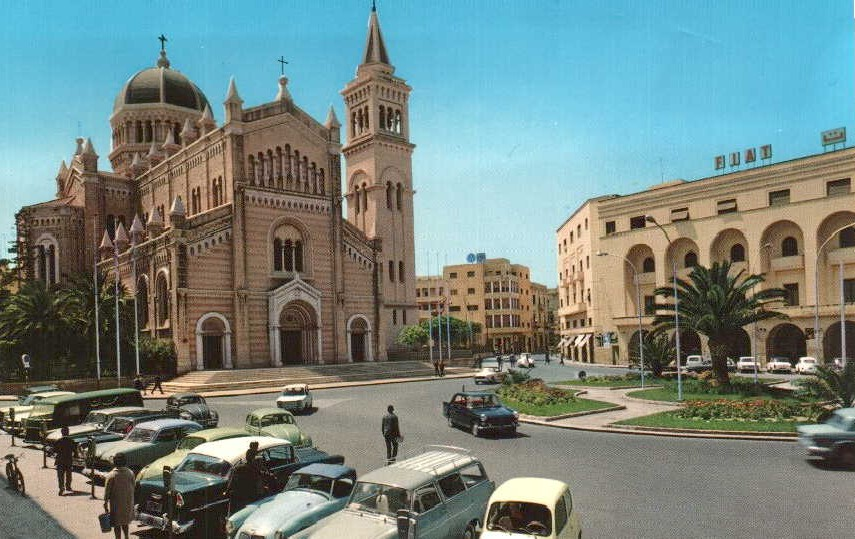
Katedra w 1960
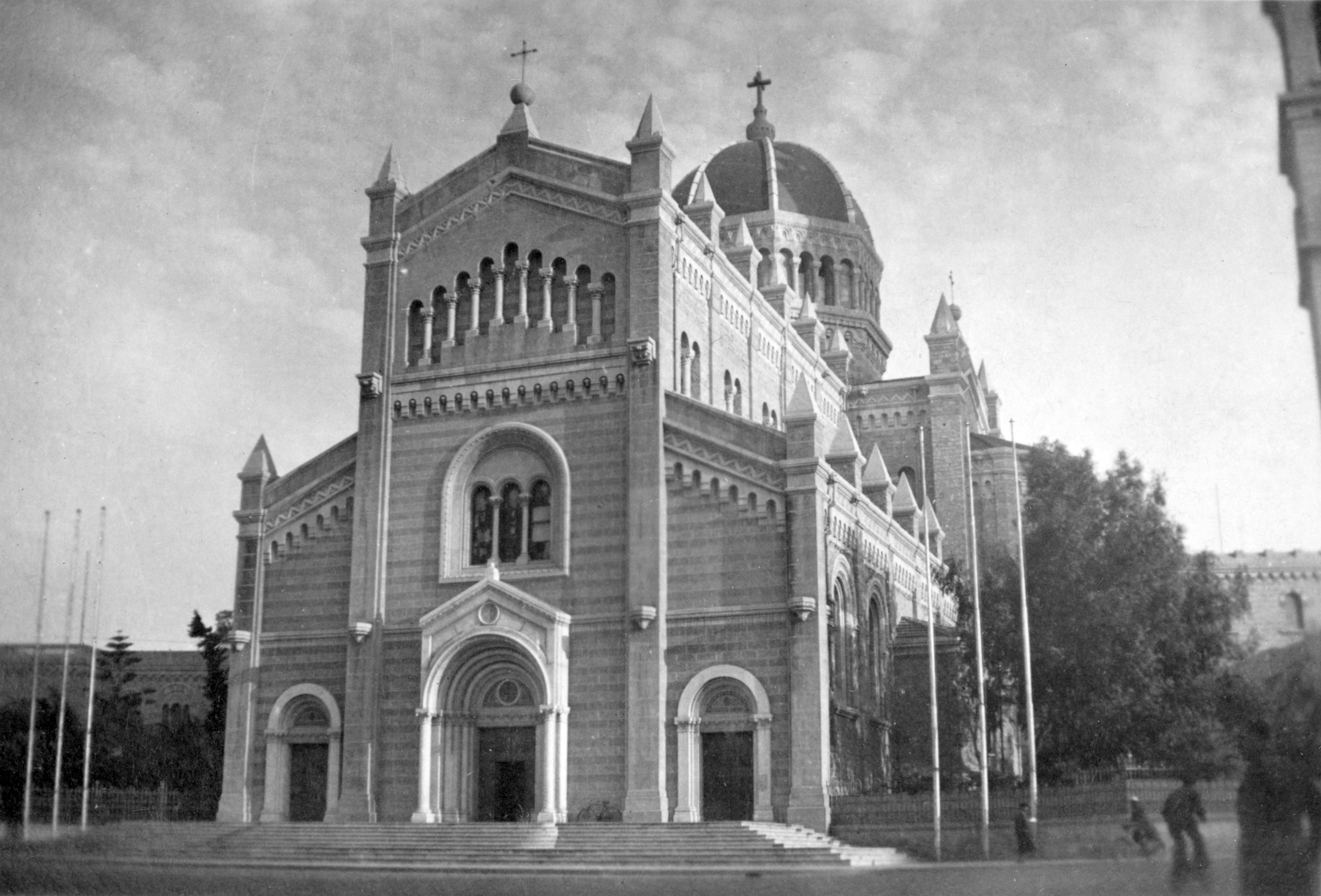
Katedra w 1943, widok z północnego zachodu
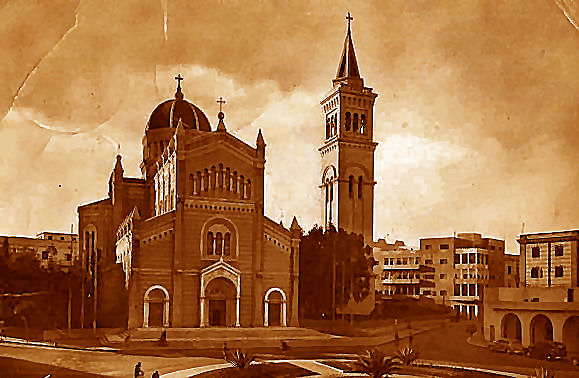
Widok w 1930, dwa lata po ukończeniu budowy